# Goran Smiljanić
Goran Smiljanić, cyr. Горан Смиљанић (ur. 31 stycznia 1990 w Nowym Sadzie) – serbski piłkarz występujący na pozycji pomocnika. Od 2016 jest zawodnikiem klubu Bačka Bačka Palanka.